# 珍珠號攻擊型核潛艇
珍珠號攻擊型核潛艇（法語：Perle (S606)）是法国海军第一代核潛艇。该核潛艇于1987年3月27日开始建造，并于1990年9月22日下水，1993年7月7日开始服役。
2020年1月，珍珠號核潛艇停靠法国东南部土伦港海军基地接受维修。6月12日，珍珠號核潛艇突然發生大火，火情持续14小时，于13日清晨被扑灭，該次火災没有造成人员伤亡。